# Mark Felton
Mark Felton (Colchester, 13 mei 1974) is een Britse auteur en historicus gespecialiseerd in de Tweede Wereldoorlog.

## Biografie

### Opleiding
Felton volgde voortgezet onderwijs aan de Philip Morant School. In 2005 behaalde hij een doctoraat in de geschiedenis aan de Universiteit van Essex.

### Carrière
Felton onderwees tussen 2005 en 2014 in Shanghai aan de Fudan-universiteit. Hij werkte ook als vrijwilliger voor het Royal British Legion en organiseerde de jaarlijkse Remembrance Day in Oost-China, in de periode van 2010 tot 2014. Op verzoek van premier David Cameron hielp hij het Britse consulaat in Shanghai bij de herontdekking van de graven van vier Britse soldaten. Deze soldaten waren in 1937 door de Japanners gedood. Hij ontving als blijk van waardering hiervoor van het Royal British Legion een oorkonde.
In onder meer in de televisieprogramma's Combat Trains (The History Channel), Top Tens of Warfare (Quest TV) en Evolution of Evil (American Heroes Channel) verscheen Felton ten tonele als militair historicus. Zijn boek Zero Night, over een ontsnapping uit een Duits gevangenkamp, genoot veel media-aandacht en was het onderwerp van de BBC-radiodocumentaire Three Minutes of Mayhem. Door productiemaatschappij Essential Media werd Felton benaderd om Zero Night uit te brengen als speelfilm. In 2016 schreef hij Castle of the Eagles: Escape from Mussolini's Colditz, dat gaat over de ontsnapping in 1943 van Britse generaals uit kasteel Vincigliata in de buurt van Florence. Het Canadese Entertainment One zag in het boek aanleiding voor een mogelijke speelfilm. Op 27 october 2017 startte Felton zijn eigen YouTube-kanaal, Mark Felton Productions, voornamelijk over de Tweede Wereldoorlog. In 2019 maakte hij nog een kanaal, War Stories with Mark Felton, waar hij luisterboeken maakt over de Tweede Wereldoorlog. 

## Boeken
Felton heeft de volgende werken geschreven:
- Yanagi: The Secret Underwater Trade between Germany and Japan 1942–1945 (Pen & Sword, 2005), ISBN 978-1-84415-167-7
- The Fujita Plan: Japanese Attacks on the United States and Australia during the Second World War (Pen & Sword, 2006), ISBN 978-1-84415-480-7
- Slaughter at Sea: The Story of Japan's Naval War Crimes (Naval Institute Press, 2007), ISBN 978-1-59114-263-8
- The Coolie Generals: Britain's Far Eastern Military Leaders in Japanese Captivity (Pen & Sword, 2008), ISBN 978-1-84415-767-9
- Japan's Gestapo: Murder, Mayhem & Torture in Wartime Asia (Pen & Sword, 2009), ISBN 978-1-84415-912-3
- Today is a Good Day to Fight: The Indian Wars and the Conquest of the West (The History Press, 2009), ISBN 978-0-75244-901-2
- The Real Tenko: Extraordinary True Stories of Women Prisoners of the Japanese (Pen & Sword, 2009), ISBN 978-1-84884-048-5
- The Final Betrayal: Mountbatten, MacArthur and the Tragedy of Japanese POWs (Pen & Sword, 2010), ISBN 978-1-84884-094-2
- 21st Century Courage: Stirring Stories of Modern British Heroes (Pen & Sword, 2010), ISBN 978-1-84884-073-7
- Children of the Camps: Japan's Last Forgotten Victims (Pen & Sword, 2011), ISBN 978-1-84884-261-8
- The Last Nazis: The Hunt for Hitler's Henchmen (Pen & Sword, 2011), ISBN 978-1-84884-286-1
- The Devil's Doctors: Japanese Human Experiments on Allied Prisoners-of-War (Pen & Sword, 2012), ISBN 978-1-84884-479-7
- Never Surrender: Dramatic Escapes from Japanese Prison Camps (Pen & Sword, 2013), ISBN 978-1-78159-022-5
- China Station: The British Military in the Middle Kingdom 1839–1997 (Pen & Sword, 2013), ISBN 978-1-78159-069-0
- Guarding Hitler: The Secret World of the Führer (Pen & Sword, 2014), ISBN 978-1-78159-305-9
- Zero Night: The Untold Story of World War Two's Most Daring Great Escape (Icon Books, 2014), ISBN 978-1-84831-847-2
- The Sea Devils: Operation Struggle and the Last Great Raid of World War Two (Icon Books, 2015), ISBN 978-1-78578-049-3
- Holocaust Heroes: Resistance to Hitler's Final Solution (Pen & Sword: 2016), ISBN 978-1-78340-057-7
- Castle of the Eagles: Escape from Mussolini's Colditz (Icon Books, 2017), ISBN 978-1-78578-118-6
- Ghost Riders: When US and German Soldiers Fought Together to Save the World's Most Famous Horses in the Last Desperate Days of World War II (Da Capo, 2018), ISBN 978-1-78578-509-2
- Operation Swallow: American Soldiers' Remarkable Escape from Berga Concentration Camp (Icon Books, 2020), ISBN 978-1-78578-658-7

- Bibliothèque nationale de France: cb15081322w (data)
- CiNii: DA1751637X
- Gemeinsame Normdatei: 1110804091
- International Standard Name Identifier: 0000 0001 0899 5602
- Library of Congress Control Number: n2007062321
- Nationale Bibliotheek van Tsjechië: xx0125011
- Nationale Bibliotheek van Israël: 987007518619705171
- Nederlandse Thesaurus van Auteursnamen: 289756367
- Système universitaire de documentation: 137481810
- Virtual International Authority File: 49515995
- WorldCat: E39PBJdx6Xkx9Xd6tQr9BXf6rq